# Župnija Vrhpolje (Škofija Koper)
Župnija Vrhpolje je rimskokatoliška teritorialna župnija dekanije Vipavska škofije Koper.

## Sakralni objekti
- Župnijska cerkev sv. Primoža in Felicijana
- podružnična cerkev Povišanja sv. Križa

## Delovanje
Sedanji župnik je Janez Kržišnik, ki je leta 2013 nasledil dolgoletnega župnika Jožkota Berceta. V župniji deluje otroški, mladinski ter mešani pevski zbor. V župniji je dejavna tudi skupina pritrkovalcev. Poleg Vrhpolja spada pod Župnijo Vrhpolje tudi vas Duplje in vas Zavetniki. V župniji živi okoli 750 ljudi. Leta 2009 so župnijski cerkvi streho prenovili in dali nov rumen omet na zunanjo fasado. Novembra 2013 je bil postavljen 180m2  velik mozaik p. Marka Ivana Rupnika. V naslednjih letih je v cerkvi potekalo več obnovitvenih del, med drugim so bila postavljena nova okna, celotna notranjost cerkve je bila prepleskana, skupaj z mozaikom je bil urejen tudi prezbiterij.